# World Cyber Games/Ergebnisliste
Diese Seite listet die Ergebnisse bei offiziellen Wettkampfspielen der World Cyber Games seit dem Jahr 2000 auf. Bei Spielen die im Einzel ausgetragen werden, sind die Spieler mit ihren Nicknamen und ohne Clantag aufgeführt. Die Disziplinen sind nach Plattform (PC / XBox bzw. XBox360 / Mobiltelefon) sowie alphabetisch sortiert.

## PC

### Age of Empires
Echtzeit-Strategiespiel, PC, Einzel
| Jahr, Austragungsort                | Preisgeld                           | Platz 1                             | Platz 2                             | Platz 3                             |                                     |
| Age of Empires II: The Age of Kings | Age of Empires II: The Age of Kings | Age of Empires II: The Age of Kings | Age of Empires II: The Age of Kings | Age of Empires II: The Age of Kings | Age of Empires II: The Age of Kings |
| ----------------------------------- | ----------------------------------- | ----------------------------------- | ----------------------------------- | ----------------------------------- | ----------------------------------- |
| 2000, Seoul                         | 50.000 $                            | Kimchisarang                        | grunt                               | Mozory                              |                                     |
| 2001, Seoul                         | 35.000 $                            | Kmkm                                | grunt                               | Chun_Yu                             |                                     |
| 2002, Daejeon                       | 43.000 $                            | Halen                               | Ken                                 | RIP_DREAMS                          |                                     |
| Age of Mythology                    |                                     |                                     |                                     |                                     |                                     |
| 2003, Seoul                         | 35.000 $                            | Fire_de                             | ShiauTz                             | sky                                 |                                     |
| Age of Empires III                  |                                     |                                     |                                     |                                     |                                     |
| 2007, Seattle                       | 20.000 $                            | grunt                               | Parfait                             | Phoenix                             |                                     |
| 2008, Köln                          | 17.500 $                            | h2o                                 | grunt                               | TheDemon                            |                                     |

### Carom3D
Sportsimulation, PC, Einzel
| Jahr, Austragungsort | Preisgeld | Platz 1    | Platz 2   | Platz 3    |
| -------------------- | --------- | ---------- | --------- | ---------- |
| 2007, Seattle        | 20.000 $  | TheVilMan  | Duccio    | iOi_BR     |
| 2008, Köln           | 17.500 $  | KEnSin     | InmORtall | Guigo123   |
| 2009, Chengdu        | 12.000 $  | MARCJACOBS | jeantek   | Protonski  |
| 2010, Los Angeles    | 11.000 $  | Pantaneiro | TheLogaN  | MARCJACOBS |

### Command & Conquer
Echtzeit-Strategiespiel, PC, Einzel
| Jahr, Austragungsort | Preisgeld           | Platz 1             | Platz 2             | Platz 3             |                     |
| Command & Conquer 3  | Command & Conquer 3 | Command & Conquer 3 | Command & Conquer 3 | Command & Conquer 3 | Command & Conquer 3 |
| -------------------- | ------------------- | ------------------- | ------------------- | ------------------- | ------------------- |
| 2007, Seattle        | 20.000 $            | Apollooo            | Xeon                | Dackel              |                     |
| 2008, Köln           | 17.500 $            | Dackel              | Heckenheinrich      | khufu_ownz          |                     |

### Counter Strike
Ego-Shooter, PC, 5er-Teams
| Jahr, Austragungsort           | Preisgeld                 | Platz 1                   | Platz 2                   | Platz 3                   |                           |
| Half-Life: Counter-Strike      | Half-Life: Counter-Strike | Half-Life: Counter-Strike | Half-Life: Counter-Strike | Half-Life: Counter-Strike | Half-Life: Counter-Strike |
| ------------------------------ | ------------------------- | ------------------------- | ------------------------- | ------------------------- | ------------------------- |
| 2001, Seoul                    | 70.000 $                  | LnD                       | mTw                       | All-Stars                 |                           |
| 2002, Daejeon                  | 70.000 $                  | M19                       | Nerve                     | mousesports               |                           |
| 2003, Seoul                    | 70.000 $                  | SK Gaming                 | Team 3D                   | Team9                     |                           |
| Counter-Strike: Condition Zero |                           |                           |                           |                           |                           |
| 2004, San Francisco            | 85.000 $                  | Team 3D                   | The Titans                | MaveNCrew                 |                           |
| Counter-Strike Source          |                           |                           |                           |                           |                           |
| 2005, Singapur                 | 85.000 $                  | Team 3D                   | k23                       | Evil Geniuses             |                           |
| Half-Life: Counter-Strike      |                           |                           |                           |                           |                           |
| 2006, Monza                    | 105.000 $                 | PGS Gaming                | Ninjas in Pyjamas         | hoorai                    |                           |
| 2007, Seattle                  | 95.000 $                  | eMulate                   | Team NoA                  | Amazing Gaming            |                           |
| 2008, Köln                     | 87.500 $                  | mTw                       | SK Gaming                 | eSTRO                     |                           |
| 2009, Chengdu                  | 63.000 $                  | Again                     | Fnatic                    | mTw                       |                           |
| 2010, Los Angeles              | 40.000 $                  | Natus Vincere             | mTw                       | Frag eXecutors            |                           |
| 2011, Busan                    | 34.000 $                  | ESC Gaming                | SK Gaming                 | Moscow Five               |                           |

### Crossfire
Ego-Shooter, PC, 5er-Teams
| Jahr, Austragungsort | Preisgeld | Platz 1         | Platz 2              | Platz 3              |
| -------------------- | --------- | --------------- | -------------------- | -------------------- |
| 2012, Kunshan        | 40.000 $  | Invictus Gaming | Freedom              | MSI Evolution Gaming |
| 2013, Kunshan        | 60.000 $  | QCES.QQVIP      | MSI Evolution Gaming | HG.QQVIP             |

### Dota
Multiplayer Online Battle Arena, PC, 5er-Teams
| Jahr, Austragungsort | Preisgeld | Platz 1         | Platz 2 | Platz 3    |        |
| DotA 2               | DotA 2    | DotA 2          | DotA 2  | DotA 2     | DotA 2 |
| -------------------- | --------- | --------------- | ------- | ---------- | ------ |
| 2012, Kunshan        | 33.500 $  | Invictus Gaming | Team DK | Devil Mice |        |

### FIFA
Sportsimulation, PC, Einzel
| Jahr, Austragungsort | Preisgeld | Platz 1    | Platz 2        | Platz 3     | Spiel-Version      |
| -------------------- | --------- | ---------- | -------------- | ----------- | ------------------ |
| 2000, Seoul          | 50.000 $  | Lee Ji-hun | Park Jin-hyung | Lee Ro-su   | FIFA 2000          |
| 2001, Seoul          | 35.000 $  | Jaguar     | Champion       | ZW          | FIFA 2001          |
| 2002, Daejeon        | 43.000 $  | ghanggi71  | Jaguar         | Stefan      | FIFA Football 2002 |
| 2003, Seoul          | 35.000 $  | styla      | hero           | Volcano     | FIFA Football 2003 |
| 2004, San Francisco  | 40.000 $  | Volcano    | Carrico        | Smeyer      | FIFA Football 2004 |
| 2005, Singapur       | 35.000 $  | styla      | Alexx          | eDuYepp     | FIFA 05            |
| 2006, Monza          | 27.000 $  | hero       | Ovvy           | Alexx       | FIFA 06            |
| 2007, Seattle        | 26.000 $  | hero       | Delfin-1       | Slavkov     | FIFA 07            |
| 2008, Köln           | 23.000 $  | BeBe       | LastNight      | Patan       | FIFA 08            |
| 2009, Chengdu        | 16.000 $  | Kr0ne      | hero           | Pio         | FIFA 09            |
| 2010, Los Angeles    | 11.000 $  | Daimonde   | zola           | bl4ck_p01nt | FIFA 10            |
| 2011, Busan          | 14.000 $  | deto       | hom3r          | Lonewolf92  | FIFA 11            |
| 2012, Kunshan        | 17.000 $  | deto       | Bartas         | Patan       | FIFA 12            |
| 2013, Kunshan        | 17.000 $  | TNII       | Schiewe        | Patan       | FIFA 14            |

### League of Legends
Multiplayer Online Battle Arena, PC, 5er-Teams
| Jahr, Austragungsort | Preisgeld | Platz 1        | Platz 2       | Platz 3              |
| -------------------- | --------- | -------------- | ------------- | -------------------- |
| 2011, Busan          | 34.000 $  | Chicks Dig Elo | Gameburg Team | Counter Logic Gaming |
| 2013, Kunshan        | 60.000 $  | CJ Entus Blaze | OMG           | Team WE              |

### Need for Speed
Rennspiel, PC, Einzel
| Jahr, Austragungsort | Preisgeld | Platz 1 | Platz 2      | Platz 3     | Spiel-Version      |
| -------------------- | --------- | ------- | ------------ | ----------- | ------------------ |
| 2004, San Francisco  | 35.000 $  | Sliver  | LordOfGround | andinhovsen | NFS: Underground   |
| 2005, Singapur       | 35.000 $  | GearGG  | Godsmack     | MrKot       | NFS: Underground 2 |
| 2006, Monza          | 27.000 $  | Alan    | MrRASER      | Steffan     | NFS: Most Wanted   |
| 2007, Seattle        | 20.000 $  | SpeedNG | Steffan      | Alan        | NFS: Carbon        |
| 2008, Köln           | 17.500 $  | MrRASER | ProStreet    | Steffan     | NFS: Carbon        |

### Quake
Ego-Shooter, PC, Einzel
| Jahr, Austragungsort | Preisgeld       | Platz 1         | Platz 2         | Platz 3         |                 |
| Quake III Arena      | Quake III Arena | Quake III Arena | Quake III Arena | Quake III Arena | Quake III Arena |
| -------------------- | --------------- | --------------- | --------------- | --------------- | --------------- |
| 2000, Seoul          | 50.000 $        | Fatal1ty        | LakermaN        | ZeRo4           |                 |
| 2001, Seoul          | 35.000 $        | ZeRo4           | LeXeR           | SteLam          |                 |
| 2002, Daejeon        | 43.000 $        | uNkind          | Akiles          | socrates        |                 |

### Red Stone
Massively Multiplayer Online Game, PC
| Jahr, Austragungsort | Preisgeld            | Platz 1              | Platz 2              | Platz 3              |                      |
| Red Stone, 2er-Teams | Red Stone, 2er-Teams | Red Stone, 2er-Teams | Red Stone, 2er-Teams | Red Stone, 2er-Teams | Red Stone, 2er-Teams |
| -------------------- | -------------------- | -------------------- | -------------------- | -------------------- | -------------------- |
| 2008, Köln           | 35.000 $             | Comeonbaby           | Happysweets B        | Happysweets A        |                      |
| Red Stone, 4er-Teams |                      |                      |                      |                      |                      |
| 2009, Chengdu        | 23.000 $             | Comeonbaby           | Happysweets          | Cool Runnings        |                      |

### Special Force
Ego-Shooter, PC, Einzel
| Jahr, Austragungsort | Preisgeld | Platz 1 | Platz 2 | Platz 3     |
| -------------------- | --------- | ------- | ------- | ----------- |
| 2011, Busan          | 34.000 $  | Annul   | Amotel  | Wayi Spider |

### StarCraft
Echtzeit-Strategiespiel, PC, Einzel
| Jahr, Austragungsort | Preisgeld           | Platz 1             | Platz 2             | Platz 3             |                     |
| StarCraft: Broodwar  | StarCraft: Broodwar | StarCraft: Broodwar | StarCraft: Broodwar | StarCraft: Broodwar | StarCraft: Broodwar |
| -------------------- | ------------------- | ------------------- | ------------------- | ------------------- | ------------------- |
| 2000, Seoul          | 50.000 $            | GoRush              | I.Love_Star         | NTT                 |                     |
| 2001, Seoul          | 35.000 $            | BoxeR               | ElkY                | GoRush              |                     |
| 2002, Daejeon        | 43.000 $            | BoxeR               | YellOw              | Blackman            |                     |
| 2003, Seoul          | 35.000 $            | Ogogo               | FiSheYe             | Grrrr...            |                     |
| 2004, San Francisco  | 40.000 $            | XellOs              | Midas               | Christian           |                     |
| 2005, Singapur       | 35.000 $            | fOru                | Androide            | Legionnaire         |                     |
| 2006, Monza          | 43.000 $            | iloveoov            | July                | Midas               |                     |
| 2007, Seattle        | 26.000 $            | Stork               | PJ                  | Mondragon           |                     |
| 2008, Köln           | 23.000 $            | Luxury              | Stork               | Strelok             |                     |
| 2009, Chengdu        | 16.000 $            | Jaedong             | Stork               | Bisu                |                     |
| 2010, Los Angeles    | 11.000 $            | Flash               | Kal                 | Jaedong             |                     |
| StarCraft 2          |                     |                     |                     |                     |                     |
| 2011, Busan          | 27.000 $            | Mvp                 | XiGua               | Kas                 |                     |
| 2012, Kunshan        | 40.000 $            | PartinG             | Adelscott           | MacSed              |                     |
| 2013, Kunshan        | 52.500 $            | Soulkey             | Sora                | PartinG             |                     |

### TrackMania
Rennspiel, PC, Einzel
| Jahr, Austragungsort       | Preisgeld                  | Platz 1                    | Platz 2                    | Platz 3                    |                            |
| TrackMania Nations Forever | TrackMania Nations Forever | TrackMania Nations Forever | TrackMania Nations Forever | TrackMania Nations Forever | TrackMania Nations Forever |
| -------------------------- | -------------------------- | -------------------------- | -------------------------- | -------------------------- | -------------------------- |
| 2009, Chengdu              | 12.000 $                   | KarjeN                     | FrostBeule                 | Bergie                     |                            |
| 2010, Los Angeles          | 11.000 $                   | FrostBeule                 | PeZi                       | carl                       |                            |

### Unreal Tournament
Ego-Shooter, PC, Einzel
| Jahr, Austragungsort   | Preisgeld         | Platz 1           | Platz 2           | Platz 3           |                   |
| Unreal Tournament      | Unreal Tournament | Unreal Tournament | Unreal Tournament | Unreal Tournament | Unreal Tournament |
| ---------------------- | ----------------- | ----------------- | ----------------- | ----------------- | ----------------- |
| 2001, Seoul            | 35.000 $          | GitzZz            | Pain              | XaN               |                   |
| 2002, Daejeon          | 43.000 $          | GitzZz            | Shaggy            | eVeNfLoW          |                   |
| Unreal Tournament 2003 |                   |                   |                   |                   |                   |
| 2003, Seoul            | 35.000 $          | ForresT           | Lauke             | Snoop             |                   |
| Unreal Tournament 2004 |                   |                   |                   |                   |                   |
| 2004, San Francisco    | 35.000 $          | Lauke             | BurningDeath      | Chip              |                   |

### WarCraft III
Echtzeit-Strategiespiel, PC, Einzel
| Jahr, Austragungsort            | Preisgeld                       | Platz 1                         | Platz 2                         | Platz 3                         |                                 |
| Warcraft III: The Frozen Throne | Warcraft III: The Frozen Throne | Warcraft III: The Frozen Throne | Warcraft III: The Frozen Throne | Warcraft III: The Frozen Throne | Warcraft III: The Frozen Throne |
| ------------------------------- | ------------------------------- | ------------------------------- | ------------------------------- | ------------------------------- | ------------------------------- |
| 2003, Seoul                     | 35.000 $                        | Insomnia                        | ChinaHuman                      | EviscEratoR                     |                                 |
| 2004, San Francisco             | 40.000 $                        | Grubby                          | Zacard                          | ToD                             |                                 |
| 2005, Singapur                  | 35.000 $                        | Sky                             | Shortround                      | Grubby                          |                                 |
| 2006, Monza                     | 43.000 $                        | Sky                             | ToD                             | HoT                             |                                 |
| 2007, Seattle                   | 33.000 $                        | Creolophus                      | Sky                             | Moon                            |                                 |
| 2008, Köln                      | 29.500 $                        | Grubby                          | Moon                            | Happy                           |                                 |
| 2009, Chengdu                   | 23.000 $                        | Infi                            | Fly100%                         | Lyn                             |                                 |
| 2010, Los Angeles               | 11.000 $                        | ReMinD                          | Grubby                          | Lyn                             |                                 |
| 2011, Busan                     | 14.000 $                        | Lyn                             | Sky                             | Fly100%                         |                                 |
| 2012, Kunshan                   | 14.000 $                        | TeD                             | Fly100%                         | Sky                             |                                 |
| 2013, Kunshan                   | 14.000 $                        | TH000                           | Moon                            | FoCuS                           |                                 |

### Warhammer 40.000: Dawn of War
Echtzeit-Strategiespiel, PC, Einzel
| Jahr, Austragungsort | Preisgeld | Platz 1 | Platz 2  | Platz 3 |
| -------------------- | --------- | ------- | -------- | ------- |
| 2005, Singapur       | 35.000 $  | SeleCT  | Quanchin | InSAnE  |
| 2006, Monza          | 43.000 $  | SeleCT  | deathgun | Phoenix |

### World of Tanks
Taktik-Shooter, PC, 7er-Teams
| Jahr, Austragungsort | Preisgeld | Platz 1       | Platz 2    | Platz 3        |
| -------------------- | --------- | ------------- | ---------- | -------------- |
| 2012, Kunshan        | 49.000 $  | The RED       | WaveKnight | Fulcrum Gaming |
| 2013, Kunshan        | 63.000 $  | Team Dignitas | Team WUSA  | Fulcrum Gaming |

### World of WarCraft
Massively Multiplayer Online Game, PC, 3er-Teams
| Jahr, Austragungsort         | Preisgeld                    | Platz 1                      | Platz 2                      | Platz 3                      |                              |
| World of WarCraft: Cataclysm | World of WarCraft: Cataclysm | World of WarCraft: Cataclysm | World of WarCraft: Cataclysm | World of WarCraft: Cataclysm | World of WarCraft: Cataclysm |
| ---------------------------- | ---------------------------- | ---------------------------- | ---------------------------- | ---------------------------- | ---------------------------- |
| 2011, Busan                  | 24.000 $                     | OMG                          | Kimchi_Man                   | Anarky-DKP                   |                              |

## Xbox / Xbox 360

### Dead or Alive
Beat ’em up, Xbox 360, Einzel
| Jahr, Austragungsort   | Preisgeld              | Platz 1                | Platz 2                | Platz 3                |                        |
| Dead or Alive Ultimate | Dead or Alive Ultimate | Dead or Alive Ultimate | Dead or Alive Ultimate | Dead or Alive Ultimate | Dead or Alive Ultimate |
| ---------------------- | ---------------------- | ---------------------- | ---------------------- | ---------------------- | ---------------------- |
| 2005, Singapur         | 30.000 $               | katuninken             | Tetra                  | shinobi                |                        |
| Dead or Alive 4        |                        |                        |                        |                        |                        |
| 2006, Monza            | 27.000 $               | Offbeat_Ninja          | El_divino_Xmas         | arngrine               |                        |
| 2007, Seattle          | 20.000 $               | black_mamba            | SkatanMilla            | Perfect Legend         |                        |

### Forza Motorsport
Rennspiel, Xbox 360, Einzel
| Jahr, Austragungsort | Preisgeld          | Platz 1            | Platz 2            | Platz 3            |                    |
| Forza Motorsport 3   | Forza Motorsport 3 | Forza Motorsport 3 | Forza Motorsport 3 | Forza Motorsport 3 | Forza Motorsport 3 |
| -------------------- | ------------------ | ------------------ | ------------------ | ------------------ | ------------------ |
| 2010, Los Angeles    | 11.000 $           | Daveyskills        | Johnson            | Handewasser        |                    |

### Gears of War
Third-Person-Shooter, Xbox 360, 4er-Teams
| Jahr, Austragungsort | Preisgeld | Platz 1  | Platz 2        | Platz 3        |
| -------------------- | --------- | -------- | -------------- | -------------- |
| 2007, Seattle        | 20.000 $  | InFiNiTy | Quality Gaming | Infused Gaming |

### Guitar Hero
Musikspiel, Xbox 360, Einzel
| Jahr, Austragungsort | Preisgeld | Platz 1      | Platz 2 | Platz 3    |
| -------------------- | --------- | ------------ | ------- | ---------- |
| 2008, Köln           | 17.500 $  | Monkey       | Lo7     | Gugge2000  |
| 2009, Chengdu        | 12.000 $  | caiomenudo13 | Shift   | smokyprogg |
| 2010, Los Angeles    | 11.000 $  | Acai28       | Monkey  | Boyke      |

### Halo
Ego-Shooter
| Jahr, Austragungsort               | Preisgeld                          | Platz 1                            | Platz 2                            | Platz 3                            |                                    |
| Halo: Combat Evolved, Xbox, Einzel | Halo: Combat Evolved, Xbox, Einzel | Halo: Combat Evolved, Xbox, Einzel | Halo: Combat Evolved, Xbox, Einzel | Halo: Combat Evolved, Xbox, Einzel | Halo: Combat Evolved, Xbox, Einzel |
| ---------------------------------- | ---------------------------------- | ---------------------------------- | ---------------------------------- | ---------------------------------- | ---------------------------------- |
| 2003, Seoul                        | 35.000 $                           | Zyos                               | Mat_Logan                          | Fenriz                             |                                    |
| 2004, San Francisco                | 35.000 $                           | Zyos                               | Junior                             | Walshy                             |                                    |
| Halo 2, Xbox, 2er-Teams            |                                    |                                    |                                    |                                    |                                    |
| 2005, Singapur                     | 35.000 $                           | Team 3D                            | Team EG                            | halo1style                         |                                    |
| Halo 3, Xbox 360, 4er-Teams        |                                    |                                    |                                    |                                    |                                    |
| 2008, Köln                         | 70.000 $                           | EndResult                          | SSK                                | Mob_Deep                           |                                    |

### Project Gotham Racing
Rennspiel, Xbox, Einzel
| Jahr, Austragungsort    | Preisgeld               | Platz 1                 | Platz 2                 | Platz 3                 |                         |
| Project Gotham Racing 2 | Project Gotham Racing 2 | Project Gotham Racing 2 | Project Gotham Racing 2 | Project Gotham Racing 2 | Project Gotham Racing 2 |
| ----------------------- | ----------------------- | ----------------------- | ----------------------- | ----------------------- | ----------------------- |
| 2004, San Francisco     | 35.000 $                | KingTuur                | Sackl                   | Prooff                  |                         |
| Project Gotham Racing 3 |                         |                         |                         |                         |                         |
| 2006, Monza             | 27.000 $                | chompr                  | Mclaren_F1              | FinPro                  |                         |
| 2007, Seattle           | 20.000 $                | Handewasser             | chompr                  | BURBERRYqq              |                         |

### Tony Hawk’s Skateboarding
Skateboardspiel, Xbox, Einzel
| Jahr, Austragungsort  | Preisgeld             | Platz 1               | Platz 2               | Platz 3               |                       |
| Tony Hawk's Project 8 | Tony Hawk's Project 8 | Tony Hawk's Project 8 | Tony Hawk's Project 8 | Tony Hawk's Project 8 | Tony Hawk's Project 8 |
| --------------------- | --------------------- | --------------------- | --------------------- | --------------------- | --------------------- |
| 2007, Seattle         | 20.000 $              | DuVaL_AK47            | Zaccubus              | WC_Ente               |                       |

### Tekken
Beat ’em up, Xbox 360, Einzel
| Jahr, Austragungsort | Preisgeld | Platz 1  | Platz 2  | Platz 3  |          |
| Tekken 6             | Tekken 6  | Tekken 6 | Tekken 6 | Tekken 6 | Tekken 6 |
| -------------------- | --------- | -------- | -------- | -------- | -------- |
| 2010, Los Angeles    | 11.000 $  | Knee     | AO(ALI)  | honda    |          |
| 2011, Busan          | 14.000 $  | NOBI     | dejavu   | JDCR     |          |

### Virtua Fighter
Beat ’em up, Xbox 360, Einzel
| Jahr, Austragungsort | Preisgeld        | Platz 1          | Platz 2          | Platz 3          |                  |
| Virtua Fighter 5     | Virtua Fighter 5 | Virtua Fighter 5 | Virtua Fighter 5 | Virtua Fighter 5 | Virtua Fighter 5 |
| -------------------- | ---------------- | ---------------- | ---------------- | ---------------- | ---------------- |
| 2008, Köln           | 17.500 $         | ITABASHI         | Danny13          | adanYUKI         |                  |
| 2009, Chengdu        | 12.000 $         | FOOD             | ShinZ_Km         | Rikojjang        |                  |

## Mobiltelefon

### Asphalt
Rennspiel, Einzel
| Jahr, Austragungsort | Preisgeld | Platz 1     | Platz 2     | Platz 3   |           |
| Asphalt 4            | Asphalt 4 | Asphalt 4   | Asphalt 4   | Asphalt 4 | Asphalt 4 |
| -------------------- | --------- | ----------- | ----------- | --------- | --------- |
| 2008, Köln           | 17.500 $  | slyfoxlover | Bluewolf    | neogetix  |           |
| 2009, Chengdu        | 11.000 $  | BURBERRYqq  | slyfoxlover | KimBuJa   |           |
| Asphalt 5            |           |             |             |           |           |
| 2010, Los Angeles    | 11.000 $  | Tenshii     | KimBuJa     | Mussuri   |           |
| Asphalt 6            |           |             |             |           |           |
| 2011, Busan          | 55.000 $  | IPE-Dark    | SOFt        | PLANET    |           |

### Wise Star
Geschicklichkeitsspiel, Einzel
| Jahr, Austragungsort | Preisgeld   | Platz 1     | Platz 2     | Platz 3     |             |
| Wise Star 2          | Wise Star 2 | Wise Star 2 | Wise Star 2 | Wise Star 2 | Wise Star 2 |
| -------------------- | ----------- | ----------- | ----------- | ----------- | ----------- |
| 2009, Chengdu        | 11.000 $    | Enrico      | Blackbelt   | TorcH       |             |